# ألبرت سانشيز بينيول
ألبرت سانشيز (بالكتالونية: Albert Sánchez Piñol) (و. 1965  م) هو عالم إنسان، وروائي، وكاتب إسباني، ولد في برشلونة.

## التعليم
تعلم في جامعة برشلونة.

## جوائز
حصل على جوائز منها:
- جائزة سييرا دور للنقاد  [لغات أخرى]‏ (2006).

## وصلات خارجية
- ألبرت سانشيز على موقع IMDb (الإنجليزية)
- ألبرت سانشيز على موقع قاعدة بيانات الفيلم (الإنجليزية)
- ألبرت سانشيز بينيول في قاعدة بيانات الأفلام على الإنترنت